# Абдуллина, Олеся Валиевна
Олеся Валиевна Абдуллина (баш. Абдуллина Олеся Вәли ҡыҙы, род. 1 октября 1989, Ишимбай) — латвийская, ранее российская спортсменка (русские и международные шашки). Бронзовый призёр чемпионата мира по блицу (Берлин, декабрь 2009), бронзовой призёр Чемпионата Европы по международным шашкам среди женщин по блицу (г. Стокгольм, Швеция 28—29.08.2009). Чемпионка мира среди молодёжи (2008, г. Пекин), чемпионка мира среди девушек по международным шашкам  (2007, Франция), победительница 1-х Всемирных интеллектуальных спортивных игр среди девушек 4-кратная чемпионка Европы среди девушек.
FMJD-Id: 13035
Чемпионка России в составе сборной Башкортостана 2009 года, бронзовый призёр чемпионата России и Латвии (2012).  
Выступает за клуб Dobeles Prāta sporta kluba (Рига). В 2004—2011 годах выступала за АНО «Профессиональный шашечный клуб „Башнефть“».
Международный мастер среди женщин по международным шашкам.
Входит в сборную Латвии, ранее входила в сборную России. 
Тренер в России —  Александр Мельников, позднее образовался тренерский тандем: старший тренер Юрий Черток, личный тренер Мельников.
Окончила Башкирский институт физической культуры (Уфа).

## Спортивные результаты
2009 год: 1 место на лично-командном чемпионате России по международным шашкам, в личном и командном зачетах. 

## Семья
Замужем за Робертом Мисансом, у них дочери Мальвина и Алиса. Проживают в городе Рига.